# アンニ・フリージンガー
アンニ・フリージンガー（Anna ("Anni") Christina Friesinger-Postma、1977年1月11日 - ）は、バート・ライヘンハル出身のドイツのスピードスケート選手である。父はドイツ人のゲオルグ・フリージンガー、母はポーランド人のヤニナ・コロウィカで、両者とも同じくスピードスケート選手である。ヤニナは1976年インスブルックオリンピックでポーランド代表となった。アンニの兄のヤンもスピードスケート選手であり、姉のアグネスもスケートをやっていた。
2009年8月11日、フリージンガーは引退したドイツのスケート選手で長い間付き合っていたイツ・ポストマとザルツブルクで結婚した。エイゲン宮殿で結婚式を行い、現在もザルツブルクに居住している。将来は、オランダにあるポツマの農場で暮らす予定である。

## 経歴
フリージンガーはオリンピックで5度のメダルを獲得している。ソルトレークシティオリンピックの1500m、トリノオリンピックとバンクーバーオリンピックのチームパシュートで金、長野オリンピックの3000m、トリノオリンピックの1000mで銅メダルを獲得した。トリノオリンピックでは、チームパシュート、1000m、1500m、3000m、5000mの5種目に出場したが、個人競技では金メダルを取れなかった。バンクーバーオリンピックのチームパシュート準決勝でのアメリカ合衆国との試合では、彼女はチームメイトから遅れをとり、腹で滑ってゴールしたが、ドイツチームは決勝に進むことができた。
ヨーロッパスピードスケート選手権大会では5度、世界オールラウンドスピードスケート選手権大会では3度優勝しており、世界距離別スピードスケート選手権大会でも何度も優勝している。彼女はもともと長距離の選手であるが、2007年の世界スプリント選手権大会でも優勝した。世界オールラウンドスピードスケート選手権大会と世界スプリント選手権大会の両方で優勝したのは、5人目であった。

## 記録
フリージンガーは、1500mで世界記録を3度更新しているが、シンディ・クラッセンに記録を破られた。しかし、2002年2月20日にソルトレイクシティオリンピックで樹立したオリンピック記録は、現在でもまだ保持している。

## スポーツ以外の活動
フリージンガーは、副業としてモデル活動も行っており、Sternという雑誌にも登場している。また、彼女は強靭な大腿部を持つことでも知られている。これは性的な魅力にもなっていて、ある種のセックスシンボルとして"Super Sexy Anni"というニックネームをつけられている。

## 自己ベスト
| 種目  | 記録    | 日付    | 場所                         | 備考 |
| ----- | ------- | ------- | ---------------------------- | ---- |
| 500m  | 38.09   | 2005.06 | ソルトレイクシティ（ユタ州） |      |
| 1000m | 1:13.49 | 2007.08 | カルガリー                   |      |
| 1500m | 1:53.19 | 2005.06 | ソルトレイクシティ（ユタ州） |      |
| 3000m | 3:58.52 | 2005.06 | カルガリー                   |      |
| 5000m | 6:58.39 | 2002.02 | ソルトレイクシティ（ユタ州） |      |

## 自叙伝
- Mein Leben, mein Sport, meine besten Fitness-Tipps  ("My Life, My Sport, My Best Fitness Tips"). March 2004, Goldmann. ISBN 3-442-39059-1 （ドイツ語）